# Sveriges ambassad i Manila
Sveriges ambassad i Manila är Sveriges diplomatiska beskickning i Filippinerna som är belägen i landets huvudstad Manila. Beskickningen består av en ambassad och ett antal svenskar utsända av Utrikesdepartementet (UD). Ambassadör sedan 2025 är Anna Ferry.

## Historia
Diplomatiska förbindelser mellan Sverige och Filippinerna upprättades 1947. Relationerna var mycket goda och hade sin tyngdpunkt inom det ekonomiska området. Under 1980-talet låg ambassaden på adressen P.O. Box 1125, Makati Commercial Center, Makati, Metro Manila. Besöksutbytet på hög nivå under 2000-talet var begränsad. Senaste utgående svenska besöket på statsrådsnivå innan ambassadens stängning 2008 gjordes av dåvarande migrationsminister Barbro Holmberg i februari 2004.
Den 19 december 2007 beslutade regeringen att avveckla ambassaden i Manila tillsammans med två andra ambassader. Ambassaden i Manila arbetade främst med främjande av svensk export och hjälp till svenska företag att konkurrera om upphandling inom den Asiatiska Utvecklingsbanken (ADB). Den svenska exporten till Filippinerna utgjorde ungefär 0,07 procent av Sveriges totala export och den svenska andelen av ADB:s upphandling var liten. I samband med regeringens översyn av biståndet under 2007 beslutades det om att Sveriges bilaterala bistånd till Filippinerna skulle upphöra. Sida fick i uppdrag att utarbeta en utfasningsplan och ett honorärkonsulat skulle öppnas för att ge service till svenska medborgare. Nedläggning av ambassaden skulle ske senast 30 juni 2008. Sveriges ambassad i Bangkok övertog det bilaterala ansvaret för Filippinerna.
Ett honorärt generalkonsulat öppnades istället i huvudstaden för att ge service till svenska medborgare, förutom det honorärkonsulat som sedan tidigare funnits i Cebu. Fram till 2016 ansvarade Sveriges ambassad i Bangkok för konsulär service och frågor om uppehållstillstånd med mera. Även det honorära konsulatet i Manila bistod med viss konsulär service. Närings- och innovationsminister Mikael Damberg öppnade åter den svenska ambassaden i Manila den 7 november 2016.

## Beskickningschefer
| Namn                     | Period                      | Funktion                     | Anmärkning                                                                  |
| ------------------------ | --------------------------- | ---------------------------- | --------------------------------------------------------------------------- |
| Torsten Hammarström      | 1947–1951                   | Envoyé                       | Sidoackrediterad från ambassaden i Peking.                                  |
| Malte Pripp              | 1953–1956                   | Envoyé                       | Sidoackrediterad från ambassaden i Jakarta.                                 |
| Jens Malling             | 1956–1959                   | Envoyé                       | Sidoackrediterad från ambassaden i Jakarta.                                 |
| Tord Göransson           | 1959–1962                   | Envoyé                       | Sidoackrediterad från ambassaden i Jakarta.                                 |
| Louis De Geer            | 1962–1966                   | Ambassadör                   | Sidoackrediterad från ambassaden i Jakarta.                                 |
| Harald Edelstam          | 1966–1968                   | Ambassadör                   | Sidoackrediterad från ambassaden i Jakarta.                                 |
| Karl Henrik Andersson    | 1969–1973                   | Ambassadör                   | Sidoackrediterad från ambassaden i Jakarta.                                 |
| Cai Melin                | 1974–1977                   | Ambassadör                   | Sidoackrediterad från ambassaden i Jakarta.                                 |
| Knut Granstedt           | 1977–1980                   | Ambassadör                   | Sidoackrediterad från ambassaden i Jakarta.                                 |
| Bo Kälfors               | 1979–1980                   | T.f. chargé d’affaires       |                                                                             |
| Bo Kälfors               | 1980–1983                   | Ambassadör                   |                                                                             |
| Cecilia Nettelbrandt     | 1983–1987                   | Ambassadör                   |                                                                             |
| Hans Grönwall            | 1987–1991                   | Ambassadör                   |                                                                             |
| Harald Fälth             | 1991–1993                   | Ambassadör                   |                                                                             |
| Christofer Gyllenstierna | 1993–1997                   | Ambassadör                   |                                                                             |
| Bo Eriksson              | 1997–2000                   | Ambassadör                   |                                                                             |
| Ulf Håkansson            | 2000–2003                   | Ambassadör                   |                                                                             |
| Annika Markovic          | 2003–2007                   | Ambassadör                   |                                                                             |
| Inger Ultvedt            | 2007–2008                   | Ambassadör                   |                                                                             |
| Lennart Linnér           | 2008–2011                   | Ambassadör                   | Sidoackrediterad från ambassaden i Bangkok.                                 |
| Klas Molin               | 2011–2015                   | Ambassadör                   | Sidoackrediterad från ambassaden i Bangkok (formellt från 10 januari 2013). |
| Staffan Herrström        | 2015–2016                   | Ambassadör                   | Sidoackrediterad från ambassaden i Bangkok.                                 |
| Harald Fries             | 2016–2021                   | Ambassadör                   |                                                                             |
| Annika Thunborg          | 2021–2024                   | Ambassadör                   |                                                                             |
| Harald Fries             | augusti 2024 – januari 2025 | Chargé d'affaires ad interim |                                                                             |
| Anna Ferry               | 2025–idag                   | Ambassadör                   |                                                                             |